# Метрострой Северной Столицы
АО «Метрострой Северной Столицы» — российская петербургская строительная компания, до 19 июля 2024 года — основной подрядчик строительства Петербургского метрополитена. Позже к нему присоединилась группа компаний «Бамтоннельстрой-Мост». «Метрострой Северной Столицы» был основан в 2020 году и стал преемником (первоначально — конкурентом) обанкроченной 31 августа 2021 года компании «Метрострой», получив бо́льшую часть её сотрудников и активов. Компания занимается проектированием, строительством и реконструкцией метро.

## История
Компании «Метрострой Северной Столицы» предшествовала другая компания с похожим названием — ОАО «Метрострой». После череды неудачных попыток спасти и вывести её из кризиса, вызванного ошибочными решениями руководства города в результате непреодолимых разногласий с компанией, в 2020 году была зарегистрирована абсолютно новая компания «Метрострой Северной Столицы», после чего через год, 31 августа, компания «Метрострой» была признана банкротом (которая, несмотря на это, продолжала обладать активами). Как предполагают СМИ и журналисты, это произошло намеренно — для сокрытия губернатором Санкт-Петербурга Александром Бегловым факта создания своего предприятия и сделать метростроение полностью подконтрольным городу. Таким образом, компания «Метрострой Северной Столицы» была создана правительством Санкт-Петербурга и группой ВТБ в декабре 2020 года.
В августе 2022 года появилась информация, что Смольный может оказаться единственным владельцем предприятия: ВТБ обсуждает выход из компании. Позже глава ВТБ Андрей Костин опроверг эту информацию, заявив, что «такого пока не рассматривается». 19 июня 2025 года Андрей Костин объявил о выходе из состава акционеров предприятия.
25 сентября 2023 года в компании в связи с низкими темпами строительства сменился генеральный директор. Им стал Дмитрий Васильев. Он сменил на этом посту Кирилла Петрова, который, в свою очередь, в конце 2022 года сменил Владимира Шмидта. Таким образом, менее чем за год у компании трижды сменился руководитель.
В октябре 2023 года было принято концептуальное решение о смене куратора компании от Администрации Санкт‑Петербурга — вместо комитета по развитию транспортной инфраструктуры (КРТИ) и его дирекции транспортного строительства (ДТС) им будет Фонд капитального строительства и реконструкции, подведомственный комитету по строительству, что привело к искам «Метростроя Северной Столицы» в суд, которые вскоре были отозваны.
19 июля 2024 года к строительству Петербургского метрополитена присоединилась группа компаний «Бамтоннельстрой-Мост».

## Проекты
На строительство перспективного участка Красносельско-Калининской линии «Путиловская» — «Каретная» и «Путиловская» — «Сосновая поляна» и Фрунзенско-Приморской «Комендантский проспект» — «Шуваловский проспект» — изготовить ТПМК — первоначально вызвался донбасский Ясиноватовский машиностроительный завод, однако впоследствии контракт был заключён с Обуховским заводом. Предприятие стало единственным участником конкурса и ранее не сотрудничало с «Метростроем Северной Столицы». Проходка стартовала осенью 2023 года.

## Критика
По предположениям СМИ и журналистов, «Метрострой Северной Столицы» создан путём намеренной ликвидации (искусственного банкротства) правительством Санкт-Петербурга предыдущей компании ОАО «Метрострой», которая, несмотря на это, продолжала обладать активами в связи с его незавершённым процессом, по состоянию на октябрь 2024 года продолжающийся с целью перевести строительство под свой контроль через создание своего предприятия и сокрытия губернатором Александром Бегловым этого факта, однако после того, как куратором метростроения в Санкт-Петербурге был назначен Комитет по строительству, у компании, аналогично обанкроченному ОАО «Метрострой», начались судебные разбирательства с городом, однако вскоре «Метрострой Северной Столицы» отозвал иски.
Один из проектов компании «Метрострой Северной Столицы» — строительство станции «Путиловская» первой очереди Красносельско-Калининской линии — сопровождается уголовным делом по нецелевому расходованию бюджетных средств, в котором подозревается бывший генеральный директор компании Владимир Шмидт, задержанный 13 декабря 2023 года.